# Gruta do Gabriel
A Gruta do Gabriel é uma gruta portuguesa localizada na freguesia das Ribeiras, concelho das Lajes do Pico, ilha do Pico, arquipélago dos Açores.
Esta cavidade apresenta uma geomorfologia de origem vulcânica em forma de tubo de lava localizado em campo de lava. Este acidente geológico apresenta um comprimento de 120 m.